# 姿勢指示器

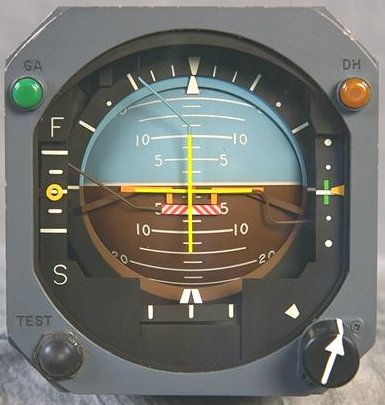
機械式の姿勢指示器（球形部分）。左端に速度誤差を示すFast-Slow Indicator、下端に拡大ローカライザ指示器、右端にグライドスロープ指示器を併置。中央の紅白のバーは電波高度計に連動して上下に動く。

姿勢指示器（英語: attitude indicator）とは、航空機に取り付けられる多数の航空計器うち必ず取り付けられる計器のひとつである。人工水準器、人工水平儀、姿勢儀とも呼ばれる。AI、あるいはADI(attitude director indicator)などと略される事もある。

## 概要

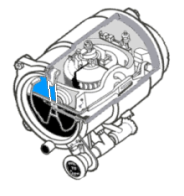
姿勢指示器の透視図

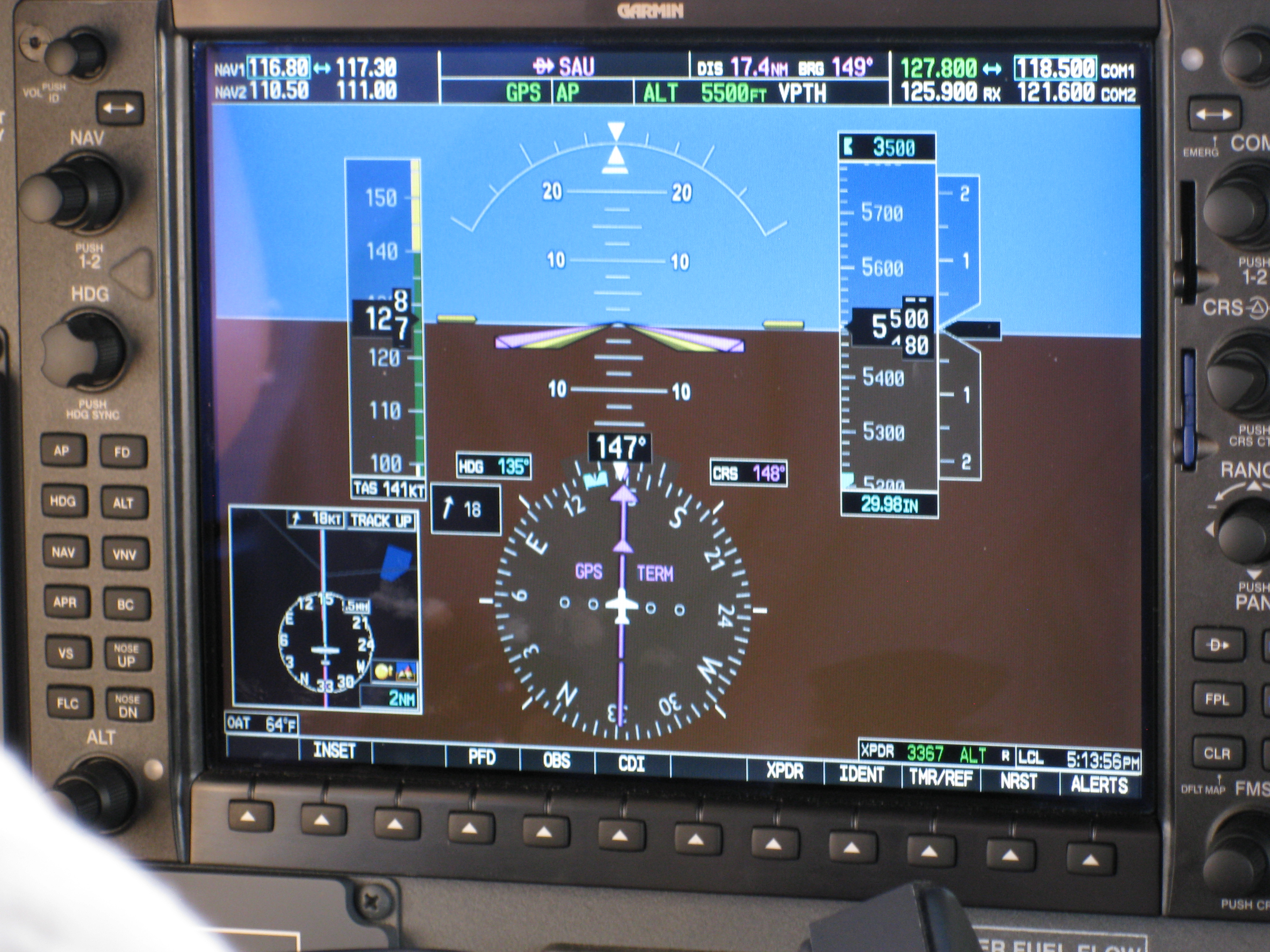
基本的な計器が統合表示されたガーミン製のPFD（G1000）。背景全体が機械式の姿勢指示器の表示を模している。

航空機の姿勢を水平線と比べて表示するようになっており、ピッチやロール（翼と機軸が水平か上向きか下向きか）を角度によって見分けることができる。また、外が暗く地平線・水平線が見えない場合や、霧や雪が激しく地面が見分けられないときなど視界が悪いときにも役立っている。空を青色か水色、地面や水面を茶色か黒色に塗り分けた球を背景に持ち、手前に表示された自機のシンボルマークとの対比で自機の姿勢を視覚的に把握できる。西側諸国で製造された飛行機の場合、自機のシンボルマークは計器盤面に固定され、背景の2色の球が回転することで自機の姿勢を表現している。一方、東側諸国で製造された飛行機の場合、背景が固定され、自機のシンボルマークが回転することで姿勢を表現しており、この違いが原因で墜落事故を引き起こした例が存在する（クロスエア498便墜落事故、アエロフロート821便墜落事故など）。また、角度を示す白色のラインも表示されている。
固定翼機では揚力を得るため翼には迎角が必要で、その度量を制御するためにピッチ調整が行われる。水平飛行中であっても当然に揚力（すなわち翼迎角）は必要であり、飛行状況によって程度は異なるが水平飛行中でも概ね機首上げ姿勢を取る。そのため水平飛行中の姿勢指示器は必ずしもピッチ水平を示さず、水平飛行の指標には用いられない。水平飛行の指標には別計器である昇降率計を用いる。
かつてはジャイロスコープを使用した機械式の姿勢指示器が主流で、ボーイング747クラシックのような大型機では、INUやIRUと呼ばれる慣性航法装置内ユニットからの姿勢信号をアナログ計器上に反映させて表示していた。
グラスコックピットの登場によりプライマリ・フライト・ディスプレイ（PFD）へ速度計、高度計、昇降計と共に統合表示することが可能となった。また旧来の姿勢指示器と同じサイズで表示が液晶化された計器が交換用として販売されている。

## 予備の姿勢指示器
現在は、航空機のコックピットがグラスコックピット化されていて、多くの姿勢指示器がデジタル化されている。しかし、デジタル化された計器に電源が切れるなどの緊急事態が発生した際の代替手段として、予備計器として旧式のジャイロスコープの姿勢指示器を設置することが多い。高度計や速度計も同様に、予備計器として敢えて旧式のものが取り付けられていることが多い。しかし、ボーイング777以降の世代の航空機では予備計器も、非常用電源を使用するデジタル計器を別途設置するようになってきている。
小型機では、エアージャイロ式ならば電源がなくても稼動可能、電気ジャイロ式でも非常用電源で動く仕様になっているため、予備の姿勢指示器を別途備えたものはあまりない。